# 立花屋
立花屋（たちばなや）は、歌舞伎役者の屋号。

## 解説
市川宗家の門人系の市川八百蔵家では、初代のあとその妹婿が二代目を襲名、そのあとには二代目澤村宗十郎の長男を迎えて三代目としていたが、血が繋がらないので屋号は各代ごとに「蓬萊屋」「吉村屋」「橘屋」と好きなものを使っていた。
またそもそも三代目の実家の屋号は「紀伊國屋」だったのにもかかわらず、はじめて立役として舞台に立ち成功を収めたのが江戸市村座だったことから、三代目はその座元・市村羽左衛門やその一門との交流が深かったため、通常は羽左衛門の一族以外には許されない「橘屋」使うことが認められていた特例だった。
この三代目のあとがまた養子で、舞踊の藤間勘十郎家から子が入って四代目を襲名した。その際、またしても屋号を替えるのは表向きにも内輪向きにもいかにも不便だったので、当初はそのまま「橘屋」を使っていた。しかし「荒事の家元」として特別な権威がある市川團十郎を中心とした市川一門のなかで、その番頭格にまでなっていた市川八百蔵の屋号が、別系統の市村羽左衛門一門の屋号と同じというのも、またいかにも見た目が悪かった。そこで覚えやすい「たちばなや」の音はそのまま残し、表記を羽左衛門一門に遠慮して「橘」から「立花」と改めたのがその名称の由来。
立花屋の代表的な名跡には以下のものがある。なお参考までに定紋も併せて記した。
| 屋号              | 名跡                         | 定紋                                     | 定紋 | 備考                                                      |
| ----------------- | ---------------------------- | ---------------------------------------- | ---- | --------------------------------------------------------- |
| たちばなや 立花屋 | いちかわ やおぞう 市川八百蔵 | みますのなかに はちのじ 三升の中に八の字 |      | 四代目以降。初代は蓬莱屋、 二代目は吉村屋、三代目は橘屋。 |
| たちばなや 立花屋 | いちかわ ちゅうしゃ 市川中車 | おおわり ぼたん 大割牡丹                 |      | 初代から八代目。 九代目からは澤瀉屋。                     |